# Nike Air Max

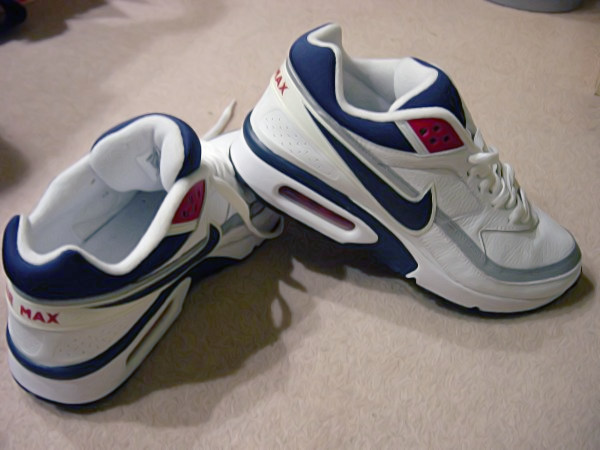
The Air Max IV/Air Max 91

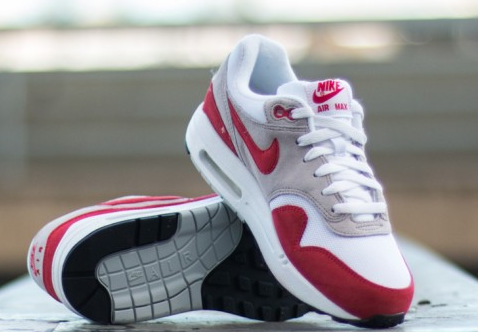
Nike Air Max 1

Nike Air Max是美國體育用品公司Nike在1987年開始生產銷售的系列鞋類。Nike Air Max最早的設計者是Tinker Hatfield，他也是眾多Air Jordan系列鞋類的設計者。Nike Air Max使用了空氣減震技術，並利用了透明設計來強調他的吸震能力。在很多時候，Nike Air Max已經成為一個流行文化標誌。
Nike Air Max系列中較為轟動的款式包括了Air Max 1、Air Max 90、Air Max 95、Air Max 97等。